# محمد صالح راسخ

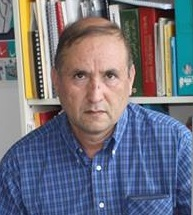
محمد صالح راسخ در دانشکده مطالعات آسیای مرکزی دانشگاه هامبولدت برلین

محمد صالح راسخ (ییلدرم)، نویسنده، پژوهشگر، ناصرخسرو‌شناس مشهور و استاد دانشگاه بلخ است.

## زندگی‌نامه
پروفیسور دوکتور محمدصالح راسخ یلدرم در سال ۱۳۴۱ ش. در ولسوالی اندخوی ولایت فاریاب افغانستان زاده شد. پدرش ملامحمد قلی، یکی از روحانیونی بود که در دهه ۱۹۳۰ میلادی از شهر (کرکی) ترکمنستان بنابر یورش ارتش سرخ به این مناطق، به افغانستان مهاجرت کرد. محمد صالح راسخ هنگامی که بیشتر از چهار سال نداشت، پدرش را از دست داد.

## تحصیلات
محمد صالح راسخ تعلیمات ابتدایی را در مکتب متوسطه قرغان تمام نموده ، بعداً شامل لیسه ابومسلم اندخوی گردید. در سال ۱۳۵۷ هجری شمسی از لیسه مذکور فارغ گردیده، بعد از سپری نمودن امتحان کنکور، در سال ۱۳۵۸ هجری شمسی به دانشکده ادبیات و علوم بشری دانشگاه کابل کامیاب شد. در سال ۱۳۶۱ هجری شمسی دیپلوم لیسانس و همچنان از سال ۱۳۶۳ تا ۱۳۶۵ دیپلوم ماستری (کارشناسی ارشد) خود را از دانشگاه کابل به درجه عالی به دست آورد. دوکتور محمد صالح راسخ در سال ۲۰۱۶ میلادی تیزس دکترای خود را تحت عنوان (A Study of The Turkmen Dialects of Afghanistan) در دانشگاه هومبولدت شهر برلین آلمان موفقانه دفاع نموده و عنوان PhD (دکترا) را به دست آورد.

## کارنامه‌ها
پروفیسور محمد صالح راسخ در سال ۱۳۶۲ هجری شمسی شامل کادر علمی دانشکده ادبیات و علوم بشری دانشگاه کابل گردید و تا سال ۱۳۷۱ هجری شمسی در آن دانشگاه مشغول تدریس بود. در سال ۱۳۷۱ هجری شمسی بنابر مشتعل شدن جنگ داخلی در کابل، به مزارشریف رفت و مشغول تدریس در دانشگاه بلخ گردید و تا حال در آن دانشگاه تدریس می‌کند.
دوکتور محمد صالح راسخ عضو هیئت رهبری انجمن نویسندگان جوان افغانستان، عضو شورای مرکزی انجمن نویسندگان افغانستان و معاون انجمن فرهنگی امیر علی شیر نوایی بود. مقالات و نوشته‌هایش در مجله‌های هنر، عرفان، ملیت‌های برادر، افغانستان - تودی، تعاون، در دری، توغری یول، معرفت، بلخ، اندیشه، یولدوز، یاغدو و جراید دیگر چاپ شده‌است که تعداد آن‌ها با مقالات چاپ نا شده به بیشتر از صد مقاله می‌رسد.
دوکتور محمد صالح راسخ همچنان پژوهشی دراز مدت در مورد ناصرخسرو داشته‌است و مقالات و کتاب‌هایی در مورد زندگی و کارنامه‌های ادبی ناصر خسرو نگاشته است. همچنان دوکتور محمد صالح راسخ درین اواخر پژوهش‌هایی در مورد زندگانی و کار ادبی عبدالقادر بیدل انجام داده است. از سوی دیگر محمد صالح راسخ بر سر زبان و ادبیات ترکمنی و اوزبیکی افغانستان نیز کار کرده‌است که یکی از مؤثرترین میوه این پژوهش چاپ اولین فرهنگ ترکمنی به فارسی (فرهنگ راسخ) در افغانستان است که در سال ۱۳۸۸ هجری شمسی به خوانندگان تقدیم شد.
دوکتور محمد صالح راسخ برنده جایزه ادبی (نوایی) از سوی انجمن نویسندگان افغانستان و جایزه ادبی (ناصرخسرو) می‌باشد. همچنان مدال‌های عالی دولتی (میرمسجدی خان) و (میربچه خان) از طرف ریاست جمهوری افغانستان به ایشان تفویض گردیده است.

## برخی از آثار
- ناصرخسرو و قرن پنجم هجری
- بررسی‌هایی دربارهٔ ادبیات شفاهی دری
- تاریخ و فرهنگ ترکمنها
- نظریات ادبی
- مقایسه سنایی و مولانا
- انعکاس اوضاع اجتماعی در دیوان حکیم ناصرخسرو بلخی
- بررسی جنبه‌های زبانی و هنری شعر در مکتب هندی
- فولکلور و مفهوم آن
- فرهنگ راسخ
- ترک ادبیاتی تاریخی (اوزبیکی)
- مقایسه لهجه خلمی با لهجه بخارایی
- A Study of The Turkmen Dialects of Afghanistan